# Another Side of Bob Dylan
Albums de Bob Dylan
The Times They Are a-Changin'
(1964) Bringing It All Back Home
(1965)
Another Side of Bob Dylan est le quatrième album de Bob Dylan, sorti en 1964 sur Columbia Records. Comme son nom l'indique, cet album est une rupture nette avec son prédécesseur, qui faisait la part belle aux Protest Songs et à la contestation politique.
Ici, aucune chanson politique mais une poésie souvent surréaliste et très personnelle : Dylan nous raconte ses dernières expériences, vécues ou rêvées. En ce sens, ce disque est une véritable introduction à la période Rock de Dylan, qui commencera dès l'album suivant. Sur My Back Pages, il renonce même explicitement à son rôle de chanteur politique, expliquant qu'il « était bien plus vieux alors, [il est] plus jeune maintenant ».

## Liste des morceaux
Toutes les chansons sont écrites et composées par Bob Dylan.
| 1. | All I Really Want to Do | 4:04 |
| 2. | Black Crow Blues        | 3:14 |
| 3. | Spanish Harlem Incident | 2:24 |
| 4. | Chimes of Freedom       | 7:10 |
| 5. | I Shall Be Free Nº 10   | 4:47 |
| 6. | To Ramona               | 3:52 |

| 7.  | Motorpsycho Nitemare                                  | 4:33 |
| 8.  | My Back Pages                                         | 4:22 |
| 9.  | I Don't Believe You (She Acts Like We Never Have Met) | 4:22 |
| 10. | Ballad in Plain D                                     | 8:16 |
| 11. | It Ain't Me Babe                                      | 3:33 |

## Musicien(s)
- Bob Dylan : chant, guitare acoustique, piano, harmonica